# Klaus-Dieter Baumgarten
Klaus-Dieter Baumgarten (født 1. marts 1931 i Werna ved Ellrich, død 17. februar 2008 i Zeuthen) var fra den 1. august 1979 til 28. februar 1990 stedfortræder for "ministeren for nationalt forsvar" i DDR og chef for DDRs grænsestyrker. Dermed havde han ansvaret for at bevogte Berlinmuren.
Han var udlært snedker og blev medlem af det kommunistiske ungdomsforbund Freie Deutsche Jugend i 1946. To år senere blev han medlem af SED, og i begyndelsen af 1949 fik han arbejde i Volkspolizei, politistyrkerne i den sovjetiske besættelseszone. Han steg hurtigt i graderne og studerede ved et sovjetisk militærakademi. Fra 1965 til 1970 var han stedfortræder for chefen for grænsetroppene. Frem til 1972 fulgte videre studier ved den russiske generalstabs militærakademi. I 1974 blev han udnævnt til DDR-general og blev forfremmet til generaloberst i 1988. Han havde også været i kommunistpartiet.
Efter Tysklands genforening indledte statsadvokaten i Berlin en efterforskning mod Klaus-Dieter Baumgarten og andre generaler i grænsetroppene. Den 27. oktober 1995 begyndte retssagen mod ham og flere andre tiltalte. Den 10. september 1996 blev Klaus-Dieter Baumgarten dømt til 6 år og 6 måneders fængsel for 11 drab og fem drabsforsøg på flygtninge. De medtiltalte blev også dømt.
Afsoningsforholdene for Baumgarten var komfortable. Således fik han lov til at deltage i politiske arrangementer sammen med SEDs efterfølger, partiet PDS. Den 15. marts 2000 blev han løsladt efter at have afsonet halvdelen af straffen. Klaus-Dieter Baumgarten var før og efter fængselsopholdet politisk aktiv i PDS og skrev regelmæssigt for den venstreorienterede avis Neues Deutschland.